# 寺園理恵

寺園 理恵（てらぞの りえ、1981年1月31日 - ）は、岐阜県出身の女子フィールドホッケー選手である。ポジションはGK。ソニー一宮ブラビアレディース所属。

## 来歴
小学校時代はサッカー、中学時代でハンドボールでそれぞれGKをしていたが、中学の先生にホッケーのGKを勧められ競技を始める。
ホッケーの名門岐阜女子商業高に進学。全国大会でタイトルをもたらす活躍をした。
卒業後、ソニーイーエムシーエス（後のソニーグローバルマニュファクチャリング&オペレーションズ）に入社。チームの若き守護神として2年目の2004年には三冠に貢献。
同年のアテネ五輪にも日本代表として出場。正GKとして8位入賞に貢献。
2006年にもW杯5位入賞、アジア大会銀メダルを獲得。
さくらJAPAN不動の守護神としてゴールを守り続ける一方、ソニーでは主将を務め2007年リーグ優勝に導く。